# Eleazar syn Annasza
Eleazar syn Annasza (I wiek n.e.) – arcykapłan żydowski w latach 16-17.
Był synem Annasza syna Setiego. W 16 roku został arcykapłanem w miejsce Izmaela syna Fabiego. Mianował go Waleriusz Gratus, prefekt Judei. Ten ostatni także odwołał Eleazara z urzędu, już w 17 roku. Kolejnym arcykapłanem został Szymon syn Kamitosa.
Eleazar był pierwszym z pięciu synów Annasza, którzy piastowali urząd arcykapłana. W późniejszych latach tej godności dostąpili Jonatan, Teofil, Mattias i Annasz Młodszy.